# Stadler WINK
Le Stadler WINK est un modèle de train conçu et construit par l'entreprise ferroviaire suisse Stadler Rail. Son nom est un acronyme pour Wandelbarer Innovativer Nahverkehrs-Kurzzug, en allemand, se traduisant en français par « train court de banlieue modulable et innovant ».

## Historique
Stadler a été amené à repenser le GTW, dont la structure n'était plus adaptée aux nouvelles exigences réglementaires d'Interopérabilité, notamment en ce qui concerne la résistance des cabines pour le conducteur, en cas de choc.
Le WINK a été dévoilé en novembre 2017 lorsque l'opérateur européen Arriva a annoncé une commande de 18 rames.
Lors de la livraison, la réparation et la maintenance des rames seront effectuées par Stadler à Leeuwarden jusqu'en 2035. Les premières rames ont été mises en service le 12 avril 2021.

## Caractéristiques

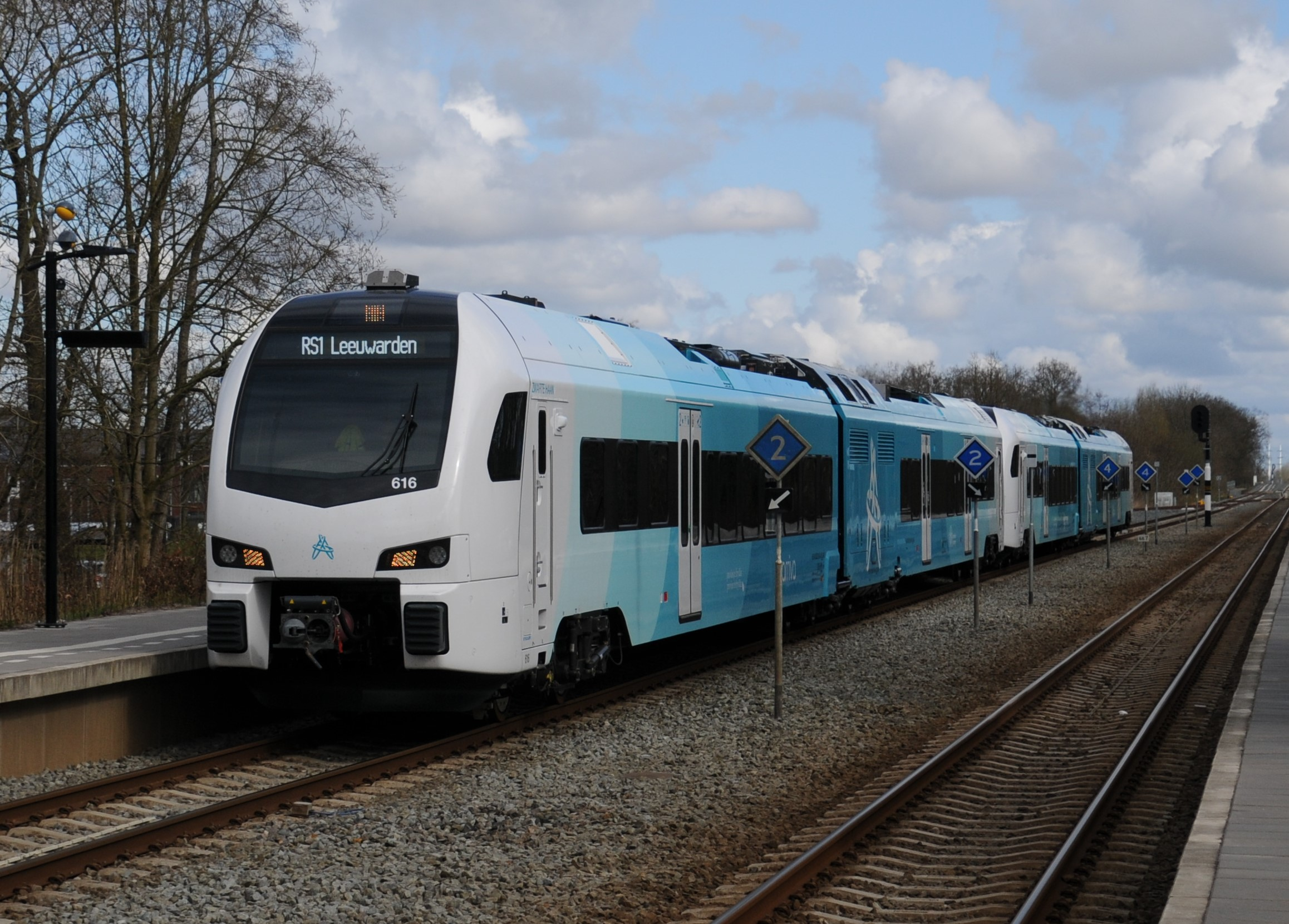
Stadler WINK

C'est un train court, à un seul niveau et à plancher surbaissé. Sa motorisation présente une très grande flexibilité. La première série de 18 automoteurs, vendue à Arriva, la filiale du groupe Deutsche Bahn AG, est un train dont les caractéristiques sont entre les rames FLIRT et GTW, avec un moteur thermique, fonctionnant au carburant Diesel bleu HVO. Une réduction de 90% des émissions de CO2 est attendue. Les rames sont équipées de batteries pour récupérer l'énergie de freinage et possèdent également un pantographe pour la recharge des batteries quand il y a des sections avec caténaires en 1500 V continu.
Le train possède un module central porté par 2 bogies dont la puissance sous caténaire de 1000 kW et en traction thermique de 748 kW comme en traction avec les batteries, pour une vitesse maximale de 140 km/h. D'une longueur de 55.5 mètres, chaque rame possède trois portes de 1300 mm et pèsent 118 tonnes.
Selon les données de Stadler Rail pour ce produit, les possibilités sont les suivantes : DMU avec diesel, DMU avec HVO, BMU en mode diesel avec des batteries, mode électrique avec des batteries ou même des piles à combustible.